# 米夏埃尔恩巴赫
米夏埃尔恩巴赫是奥地利上奥地利州格里斯基兴县的一个市镇。总面积12.16平方公里，总人口1267人，人口密度104.2人/平方公里（2005年）。